# Roland Lesaffre
Roland Lesaffre (Clermont-Ferrand, 26 giugno 1927 – Parigi, 3 febbraio 2009) è stato un attore francese.

## Biografia
Roland Lesaffre trascorse una giovinezza avventurosa. Diciassettenne, mentre si trovava al Sirroco, un campo militare nei pressi di Algeri, conobbe Jean Gabin, che aveva raggiunto anch'egli le forze navali francesi libere poco prima della fine della seconda guerra mondiale. Giovane campione di boxe, Lesaffre combatté alcuni round contro Gabin e anche contro Marcel Cerdan.
Nel settembre del 1949, sul set del film La vergine scaltra, Lesaffre incontrò nuovamente Gabin, che nella pellicola interpretava il ruolo principale, il quale chiese al regista Marcel Carné di trovare un piccolo ruolo per il giovane aspirante attore, che all'epoca sbarcava il lunario come istruttore sportivo alla scuola di Joinville. Carné affidò a Lesaffre una breve apparizione come marinaio, che fu l'inizio del sodalizio artistico tra i due. Lesaffre diventerà l'attore feticcio di Carné, il quale negli anni successivi non mancherà di farlo comparire in numerosi suoi film, in ruoli sempre più consistenti.
Dopo La vergine scaltra, il successivo impegno registico di Carné fu Juliette o la chiave dei sogni (1951), film nel quale il regista assegnò a Lesaffre il breve ruolo di un legionario, ritenendolo ancora troppo acerbo per affidargli il ruolo principale, ma convinto che la prova sarebbe stata utile al giovane attore per proseguire la carriera. Il film venne presentato al Festival di Cannes, dove fu però accolto freddamente, mentre nei cinema, dopo un iniziale apprezzamento, ebbe poche settimane di programmazione. Nel frattempo Lesaffre aveva tentato senza successo l'ingresso al conservatoire national supérieur d'art dramatique (presentando il Mitridate di Jean Racine) e aveva iniziato a seguire regolarmente i corsi di recitazione di Maurice Escande.
Nel 1952 Lesaffre lavorò con altri registi, quali Luciano Emmer in Parigi è sempre Parigi, Max Ophüls ne Il piacere, Jacques Becker in Casco d'oro, André Cayatte in Siamo tutti assassini, e Jean-Pierre Melville in Labbra proibite. Tornò a essere diretto da Carné nel 1953, nel film Teresa Raquin, nel quale il suo mentore gli affidò il ruolo chiave del giovane testimone dell'assassinio di Camille Raquin. Carné e lo sceneggiatore Charles Spaak lavorarono sul personaggio del giovane, tratteggiandolo come un disinvolto ragazzo parigino che si trova casualmente coinvolto in un fatto di cronaca e intende approfittarne per un ricatto, pur rimanendo essenzialmente una figura simpatica allo spettatore. Teresa Raquin venne scelto per rappresentare la Francia alla Mostra del Cinema di Venezia e ottenne il Leone d'argento ex aequo con altri cinque film. Lesaffre, fino ad allora semi-sconosciuto, ottenne un grande successo personale, destinato ad essere confermato nel successivo progetto cinematografico di Carné, Aria di Parigi (1954).
Carné desiderava da tempo girare un film sul mondo della boxe, ponendo in particolare l'attenzione sul coraggio e l'impegno dei giovani pugili dilettanti che, al termine di una giornata di lavoro spesso gravoso, si recano in palestra per allenarsi sul ring nella speranza di affermarsi un giorno come professionisti. La trama di Aria di Parigi è incentrata sul personaggio del proprietario di una palestra (interpretato da Jean Gabin), che decide di dedicare tutto il proprio tempo all'allenamento e alla preparazione di una giovane promessa di cui egli ha notato le particolari doti atletiche fra gli altri frequentatori della palestra. Reduce dal successo di Teresa Raquin, Lesaffre ottenne la parte del giovane boxeur André Menard, ruolo che richiese da parte sua un notevole impegno atletico, in particolare per la sequenza del combattimento sul ring, che vide il giovane attore opporsi a Seraphin Ferrer (popolare pugile francese dell'epoca) e che egli interpretò con foga e accanimento tali da meritare frequenti e spontanei applausi da parte dei presenti sul set durante le riprese.
Il successo di Aria di Parigi, presentato alla Mostra del Cinema di Venezia, consentì a Lesaffre di partecipare a una produzione hollywoodiana, Caccia al ladro (1955) di Alfred Hitchcock, nella quale egli interpretò il breve ruolo dell'atletico bagnino presso la spiaggia dell'Hotel Carlton di Cannes, personaggio misterioso e laconico che appare in alcune scene accanto a John Robie, l'ex ladro di gioielli interpretato da Cary Grant, e accanto a Bertani (Charles Vanel) nella sequenza del funerale del cameriere Foussard (Jean Martinelli).

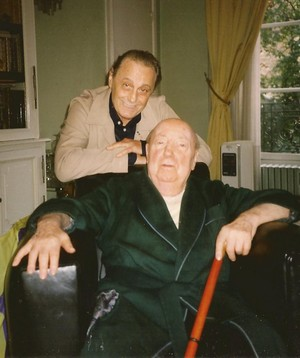
Roland Lesaffre (in secondo piano) con Marcel Carné nel 1995

Lesaffre continuò la carriera nel cinema, tornando sotto la direzione di Marcel Carné nel 1958 per il film Peccatori in blue-jeans, e nel 1960 per Gioventù nuda, entrambi manifesti della gioventù bruciata francese dell'epoca. In Parigi proibita (1963), una sorta di pochade di stampo teatrale, Carné affidò a Lesaffre il ruolo di uno dei condomini di un vecchio caseggiato parigino, mentre in Tre camere a Manhattan (1965), tratto dall'omonimo romanzo di Georges Simenon, gli fece interpretare il ruolo di Pierre, così come in I giovani lupi (1968) gli affidò la parte di Albert.
Durante gli anni sessanta e oltre, l'attore lavorò in diversi altri film, quali il drammatico La casa del peccato (1961), il mitologico Ursus e la ragazza tartara (1961), l'avventura bellica I disperati della gloria (1964), e la commedia Un elmetto pieno di... fifa (1970). Tornò a recitare per Carné nel 1971 nel poliziesco Inchiesta su un delitto della polizia, cui fece seguito La meravigliosa visita (1974), tratto da un romanzo di H.G. Wells, che gli restituì un ruolo importante dopo anni di interpretazioni in ruoli secondari. La meravigliosa visita ottenne un grande successo di critica e di pubblico, e l'interpretazione di Lesaffre raccolse unanimi consensi, paragonabili a quelli ottenuti vent'anni prima in Teresa Raquin.
Dalla metà degli anni settanta Lesaffre rallentò sensibilmente l'attività artistica, lavorando occasionalmente per la televisione e partecipando ancora ad alcuni film, fra i quali sono da ricordare il poliziesco Il pericolo è il mio mestiere (1975) e Donne di piacere (1990), e a due episodi della serie televisiva Il ritorno di Arsenio Lupin, il secondo dei quali rappresentò il suo addio alle scene nel 1995.
Lesaffre e Marcel Carné, il regista che l'aveva scoperto nel 1949, mantennero per tutta la vita un lungo rapporto di affetto e amicizia, legame che rimase immutato e duraturo anche nei periodi in cui le rispettive strade professionali e affettive si dividevano temporaneamente. Lesaffre si sposò due volte, la prima nel 1956 con l'attrice franco-nipponica Yōko Tani, la seconda con l'attrice e modella francese Tania Busselier. Nel 1991 pubblicò un volume di memorie dal titolo Mataf.
Roland Lesaffre morì il 3 febbraio 2009, all'età di 81 anni. È sepolto accanto a Marcel Carné (morto nel 1996) nel Cimitero di Saint-Vincent, nel quartiere parigino di Montmartre.

## Filmografia

### Cinema
- La Présidente, regia di Fernand Rivers (1938)
- L'Embuscade, regia di Fernand Rivers (1941)
- La vergine scaltra (La Mairie du port), regia di Marcel Carné (1950)
- Juliette o la chiave dei sogni (Juliette ou La clef des songes), regia di Marcel Carné (1950)
- Maternità proibita (L'étrange Mme X), regia di Jean Grémillon (1951)
- Parigi è sempre Parigi, regia di Luciano Emmer (1951)
- Il piacere (Le Plaisir), regia di Max Ophüls (1952)
- Casco d'oro (Casque d'or), regia di Jacques Becker (1952)
- Siamo tutti assassini (Nous sommes tous des assassins), regia di André Cayatte (1952)
- Labbra proibite (Quand tu liras cette lettre), regia di Jean-Pierre Melville (1953)
- Teresa Raquin (Thérèse Raquin), regia di Marcel Carné (1953)
- L'amore di una donna (L'Amour d'une femme), regia di Jean Grémillon (1953)
- Aria di Parigi (L'Air de Paris), regia di Marcel Carné (1954)
- Caccia al ladro (To Catch a Thief), regia di Alfred Hitchcock (1955)
- Si Paris nous était conté, regia di Sacha Guitry (1956)
- La legge della strada (La Loi des rues), regia di Ralph Habib (1956)
- Hadashi no seishun, regia di Senkichi Taniguchi (1956)
- Soupçons, regia di Pierre Billon (1956)
- I peccatori guardano il cielo (Crime et châtiment), regia di Georges Lampin (1956)
- La casa di Madame Kora (Méfiez-vous, fillettes!), regia di Yves Allégret (1957)
- Filou et compagnie, regia di Tony Saytor (1957)
- La bestia muore due volte (La Bonne tisane), regia di Hervé Bromberger (1958)
- La trappola si chiude (Le Piège), regia di Charles Brabant (1958)
- Peccatori in blue-jeans (Les Tricheurs), regia di Marcel Carné (1958)
- Le 7eme jour de Saint-Malo, regia di Paul Mesnier (1960)
- Amour, autocar et boîtes de nuit, regia di Walter Kapps (1960)
- Gioventù nuda (Terrain vague), regia di Marcel Carné (1960)
- No pasaran (La Fête espagnole), regia di Jean-Jacques Vierne (1961)
- La casa del peccato (Les Menteurs), regia di Edmond T. Gréville (1961)
- Ursus e la ragazza tartara, regia di Remigio Del Grosso (1961)
- Parigi proibita (Du mouron pour les petits oiseaux), regia di Marcel Carné (1963)
- L'accident, regia di Edmond T. Gréville (1963)
- I disperati della gloria (Les Parias de la gloire), regia di Henri Decoin (1964)
- Le Bluffeur, regia di Sergio Gobbi (1964)
- L'Etrange auto-stoppeuse, regia di Jean Darcy (1964)
- L'or du duc, regia di Jacques Baratier (1965)
- Tre camere a Manhattan (Trois Chambres à Manhattan), regia di Marcel Carné (1965)
- Pas de panique, regia di Sergio Gobbi (1966)
- 2+5 missione Hydra, regia di Pietro Francisci (1966)
- I giovani lupi (Les Jeunes Loups), regia di Marcel Carné (1968)
- Karin un corpo che brucia (Le Bal des voyous), regia di Jean-Claude Dague, Louis Soulanes (1968)
- Traffico erotico (Traquenards), regia di Jean-François Davy (1969)
- Le Bourgeois gentil mec, regia di Raoul André (1969)
- L'amour, oui!, mais..., regia di Phlippe Schneider (1970)
- Un elmetto pieno di... fifa (Le Mur de l'Atlantique), regia di Marcel Camus (1970)
- Les enfants de Caïn, regia di René Jolivet (1970)
- Inchiesta su un delitto della polizia (Les Assassins de l'ordre), regia di Marcel Carné (1971)
- Mafia bianca, Africa nera (Les Coups pour Rien), regia di Pierre Lambert (1971)
- Kisss, regia di Jean Lévitte (1971)
- La meravigliosa visita (La Merveilleuse visite), regia di Marcel Carné (1974)
- Maître Pygmalion, regia di Hélène Durand, Jacques Nahum (1975)
- Il pericolo è il mio mestiere (Il faut vivre dangereusement), regia di Claude Makovski, Nelly Kaplan (1975)
- El avispero, regia di Ramón Barce (1976)
- Arco di trionfo (Arc of Triumph), regia di Daniel Mann (1980)
- Mon ami Socia, regia di Daniel Martineau (1981) - film tv
- Salut... j'arrive!, regia di Gérard Poteau (1982)
- Ultimatum, regia di Georges Farrel (1982) - film tv
- Bernadette, regia di Jean Delannoy (1988)
- La passione di Bernadette (La Passion de Bernadette), regia di Jean Delannoy (1989)
- Donne di piacere (Dames galantes), regia di Jean-Charles Tacchella (1990)

### Televisione
- Les Survivants - serie TV, 1 episodio (1965)
- Allô Police - serie TV, episodio 1x13 (1967)
- S.O.S. fréquence 17 - serie TV, episodio 1x1 (1969)
- Madame êtes-vous libre - serie TV, 1 episodio (1971)
- Les Grands détectives - serie TV, episodio 1x1 (1975)
- Achtung Zoll! - serie TV, episodio 3x4 (1980)
- Cinéma 16 - serie TV, 2 episodi (1981-1983)
- Quatre pour un loyer - serie TV, 1 episodio (1995)
- Il ritorno di Arsenio Lupin (Le Retour d'Arsène Lupin)- serie TV, episodi 1x4-2x2 (1995)

## Doppiatori italiani
- Gianfranco Bellini in I peccatori guardano il cielo; Peccatori in blue-jeans
- Carlo Romano in Teresa Raquin
- Stefano Sibaldi in Aria di Parigi